# Баранове (Куп'янський район)
Бара́нове —  село в Україні, у Шевченківській селищній громаді Куп’янського району Харківської області. Населення становить 66 осіб. До 2020 орган місцевого самоврядування — Березівська сільська рада.

## Географія
Село Баранове знаходиться на відстані 1 км від села Березівка. По селу протікає пересихаючий струмок з загатами.

## Історія
1850 — дата заснування.
7 (20) листопада 1917 року, відповідно до.Третього Універсалу Української Центральної Ради, увійшло до складу Української Народної Республіки.
12 червня 2020 року, відповідно до Розпорядження Кабінету Міністрів України № 725-р «Про визначення адміністративних центрів та затвердження територій територіальних громад Харківської області», увійшло до складу Шевченківської селищної територіальної громади.
19 липня 2020 року, в результаті адміністративно-територіальної реформи та ліквідації Шевченківського району, увійшло до складу новоутвореного Куп'янського району Харківської області.

## Відомі уродженці
- Мамон Кузьма Тарасович — бригадир місцевого колгоспу «Заповіт Ілліча», Герой Соціалістичної Праці.